# Nephodia infurcata
Nephodia infurcata là một loài bướm đêm trong họ Geometridae.